# Megodontolaimus coxbazari
Megodontolaimus coxbazari är en rundmaskart som beskrevs av Timm 1969. Megodontolaimus coxbazari ingår i släktet Megodontolaimus och familjen Chromadoridae. Inga underarter finns listade i Catalogue of Life.